# Aleksandar Čanović
Aleksandar Čanović (in serbo Александар Чановић?; Kosovska Mitrovica, 18 febbraio 1983) è un ex calciatore serbo, di ruolo portiere.

## Carriera
Ha fatto parte della spedizione serbo-montenegrina ai Giochi olimpici di Atene 2004. Non ha mai esordito nella Nazionale maggiore serba ma vanta 6 presenze nella Nazionale under-21.

## Palmarès

### Club

#### Competizioni nazionali
- Campionato macedone: 1

Pobeda: 2003-2004